# Isabelle Gatti de Gamond

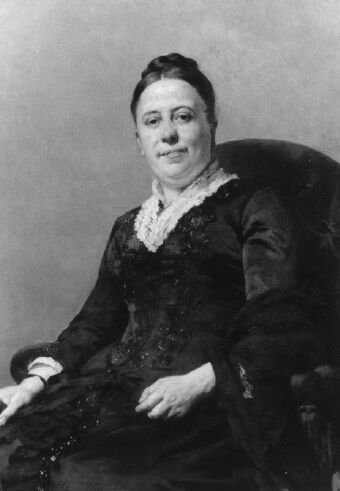
Isabelle Gatti de Gamond

Isabelle Gatti de Gamond, född 1839, död 1905, var en belgisk pedagog, feminist och politiker (socialist). Hon grundade det första läroverket för gymnasieutbildning för kvinnor i Belgien. 
Gatti de Gamonds mor, Zoé de Gamond, var föreståndare för en flickskola. Hon arbetade som guvernant innan hon år 1862 fick stöd för att grunda det första gymnasiet för kvinnor i Bryssel i Belgien. Detta var den första sekulära institutionen i Belgien som erbjöd gymnasial utbildning till kvinnor: den utökades med en universitetsförberedande kurs 1891. Hennes reformer mötte motstånd av katolska kyrkan men stöttades av den dåvarande ledningen i Bryssel. Hon hade flera berömda elever, bland dem Marie Popelin. 
År 1899 avslutade hon sin karriär som lärare och gick med i socialistpartiet, där hon blev en av partiets talare och agitatorer. Hon blev en framstående förespråkare för kvinnlig rösträtt, men i denna fråga hade hon inte partiets stöd, eftersom socialisterna misstänkte att kvinnorna var mer konservativa och skulle rösta på kyrkan om de fick rösträtt. 